# Western Canada Soccer League
La Western Canada Soccer League (WCSL) fou una competició de futbol del Canadà que es disputà entre 1963 i 1971.
Va conviure amb la Pacific Coast Soccer League, la National Soccer League of Ontario/Quebec, i la Eastern Canada Professional Soccer League.
Hi participaren clubs de les províncies d'Alberta, Saskatchewan, Manitoba, British Columbia i Washington, Estats Units.

## Historial
Fonts:
Campions
- 1963 Regina Concordia SC
- 1964 Regina Concordia SC
- 1966 Edmonton Canadians
- 1967 Edmonton Victoria Canadians
- 1968 Calgary Buffalo Kickers
- 1969 Vancouver Spartans

Challenge Cup (Molson Cup)
- 1963 Lethbridge Hungária SC
- 1964 Regina Concordia SC
- 1966 Calgary Buffalo Kickers
- 1967 Calgary Buffalo Kickers
- 1968 ¿Calgary BK o Edmonton VC?
- 1969 Vancouver Spartans
- 1970 Victoria Royals

## Jugadors destacats
12 jugadors de la Western Canada Soccer League han estat inclosos al Canada Soccer Hall of Fame.
- Bob Bolitho (1970)
- Tony Chursky (1971)
- Neil Ellett (1970)
- Glen Johnson (1969 a 1971)
- Victor Kodelja (1971)
- Bob Lenarduzzi (1970 i 1971)
- Sam Lenarduzzi (1970)
- Buzz Parsons (1969 i 1970)
- Ken Pears (1969)
- Brian Robinson (1970)
- John Schepers (1963 a 1971)
- Bruce Wilson (1970)